# Valeriy Borzov

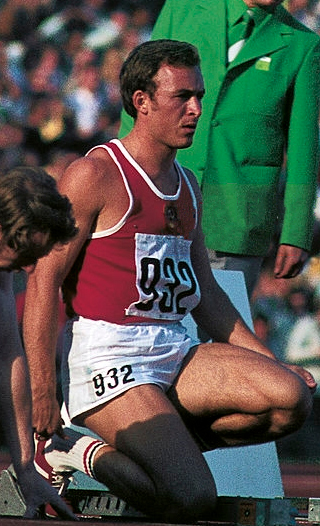
Borzov au départ du 100 mètres, JO de 1972 à Munich.

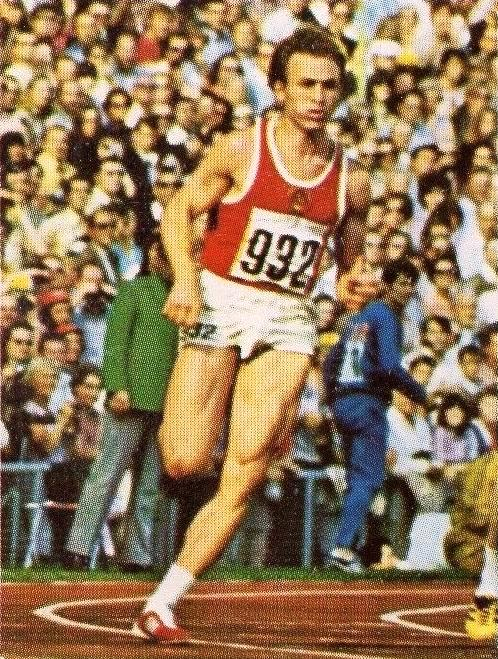
Borzov dans le virage du 200 mètres, JO de 1972 à Munich.

Valeriy Fylypovych Borzov (en ukrainien : Валерій Пилипович Борзов) est un athlète soviétique, puis dirigeant sportif et homme politique ukrainien, né le 20 octobre 1949 à Sambir (oblast de Lviv).
Il est considéré comme le meilleur sprinteur européen des années 1970, qui battit les Américains, ainsi que l'Italien Pietro Mennea, sur des distances qui étaient pourtant considérées comme leur chasse gardée.
Il a été le président du Comité national olympique ukrainien de 1991 à 1998, ministre de la Jeunesse et des Sports de 1990 à 1997, député de 1998 à 2006, président de la Fédération ukrainienne d'athlétisme jusqu'en 2012. Il est membre du Comité international olympique depuis 1994.

## Biographie

### Carrière d'athlète

#### Formation
C'est Boris Voitas qui repère Valeriy Borzov et qui l'entraîne, avant de passer le relais en 1966 à Valentin Petrovsky. Celui-ci entraîne l'adolescent Borzov de façon quasi scientifique. Cette préparation lui permet de commencer une carrière exceptionnelle : les capacités physiques de Borzov ne sont pas extraordinaires pour un sprinteur de ce niveau, mais sa technique de course devient quasiment parfaite.
Il commence à percer au plus haut niveau en salle sur 50 et 60 mètres. En 1968 à 18 ans, il devient co-recordman du monde du 60 mètres en 6 s 4.

#### Compétitions européennes
Le 18 août 1969 à Kiev, Borzov égale le record d'Europe du 100 mètres en 10 s (chronométrage manuel). Cette performance suscite beaucoup de doutes et d'interrogations, mais elle est confirmée un mois plus tard aux championnats d'Europe lorsqu'il remporte, à 19 ans, le titre en 10 s 4 malgré un fort vent défavorable, devançant de justesse le Français Alain Sarteur, crédité du même temps. Deux ans plus tard, en 1971 aux championnats d'Europe d'Helsinki, il réalise le doublé 100 mètres et 200 mètres en 10 s 27 et 20 s 30, loin devant tous ses concurrents. En 1974, il remporte un troisième titre européen sur 100 m en 10 s 27, devant Pietro Mennea qui réalise 10 s 34.
En 1975, il contribue fortement à la 2e place de l'Union soviétique conquise derrière la République démocratique allemande (RDA), lors de la finale de la Coupe d'Europe des nations disputée à Nice, les samedi 16 et dimanche 17 août 1975, en s'adjugeant de justesse, à la photo-finish, le 100 mètres devant Pietro Mennea qui va longtemps contester ce verdict, mais en étant devancé par la RDA dans le relais 4 fois 100 mètres et nettement par ce même Mennea dans le 200 mètres.
Borzov remporte aussi sept titres de champion d'Europe en salle : une fois sur 50 m, en 1972, et six fois sur 60 m, en 1970, 1971, 1974, 1975, 1976 et 1977.

#### Compétitions mondiales
Au niveau mondial, Borzov remporte la médaille d'or lors des 100 et 200 mètres des Jeux olympiques de Munich en 1972.
Sur le 100 m, les principaux adversaires de Borzov sont les trois sprinteurs américains : en effet lors des sélections aux États-Unis, Eddie Hart et Rey Robinson ont égalé le record du monde en 9 s 90 devant Robert Taylor, troisième en 10 s 00. Mais au cours des quarts de finale, Borzov bénéficie de l'élimination de Hart et Robinson car arrivés en retard au stade, à la suite de la consultation d'horaires périmés. Le quart de finale de Borzov se déroule quant à lui dans de bonnes conditions : il y bat le record d'Europe en 10 s 07. En finale, Borzov s'impose nettement en 10 s 14, devant Taylor chronométré en 10 s 24. Il est regrettable que les deux meilleurs Américains n'aient pu se mesurer à Borzov, même si celui-ci a fait forte impression en finale, dominant nettement ses adversaires avec une facilité apparente.
Sur 200 m, il bat le record d'Europe en finale en 20 s 00, devant l'Américain Larry Black, 20 s 19.
Au sein de l'équipe d'URSS, il remporte en outre la médaille d'argent du 4 × 100 m avec un temps de 38 s 50, derrière les États-Unis qui réalisent 38 s 19. Lors de la finale du relais, Borzov était opposé à Eddie Hart dans la dernière ligne droite : on a constaté que l'écart entre les deux hommes n'avait quasiment pas varié, Hart conservant l'avance qu'il avait lors du passage du témoin et ayant été chronométré en 9 s 25, contre 9 s 21 pour Borzov.
Borzov est le seul athlète européen à avoir gagné le doublé 100 m et 200 m aux Jeux olympiques.
Quatre ans plus tard, aux Jeux olympiques de 1976 à Montréal, Borzov ne parvient pas à conserver son titre sur 100 m, ce que seul Carl Lewis et Usain Bolt ont ensuite réussi. Mal remis d'une blessure qui a retardé sa préparation, il termine 3e en 10 s 14 derrière le Trinidadien Hasely Crawford 10 s 06 et le Jamaïcain Don Quarrie 10 s 07. Il décroche enfin une ultime médaille en bronze avec le relais 4 × 100 m.

#### Fin de carrière
La fin de carrière de Borzov est perturbée par les blessures. Encore présent en finale du 100 m des championnats d'Europe de 1978 à Prague bien que très diminué, il termine huitième et dernier. En 1979, il met un terme définitif à sa carrière d'athlète.

### Dirigeant sportif et homme politique
Borzov commence une carrière politique dans les années 1970 en intégrant la Ligue de la jeunesse communiste de la RSS d'Ukraine. Entre 1980 et 1986, il est l'un des secrétaires du comité central du Komsomol d'Ukraine. De 1991 à 1998, Borzov est président du Comité national olympique ukrainien et il est membre du Comité international olympique à partir de 1994.
Au sein du gouvernement ukrainien, il est ministre de la Jeunesse et des Sports de 1990 à 1997, Gouvernement Koutchma, Gouvernement Massol II. Entre 1998 et 2006, il est membre de la Rada d'Ukraine.

### Vie personnelle
En 1977, Valeriy Borzov épouse Lyudmila Turishcheva, une gymnaste soviétique quatre fois championne olympique. Ils ont eu une fille.

Les deux victoires de Valeriy Borzov aux Jeux olympiques de Munich en 1972
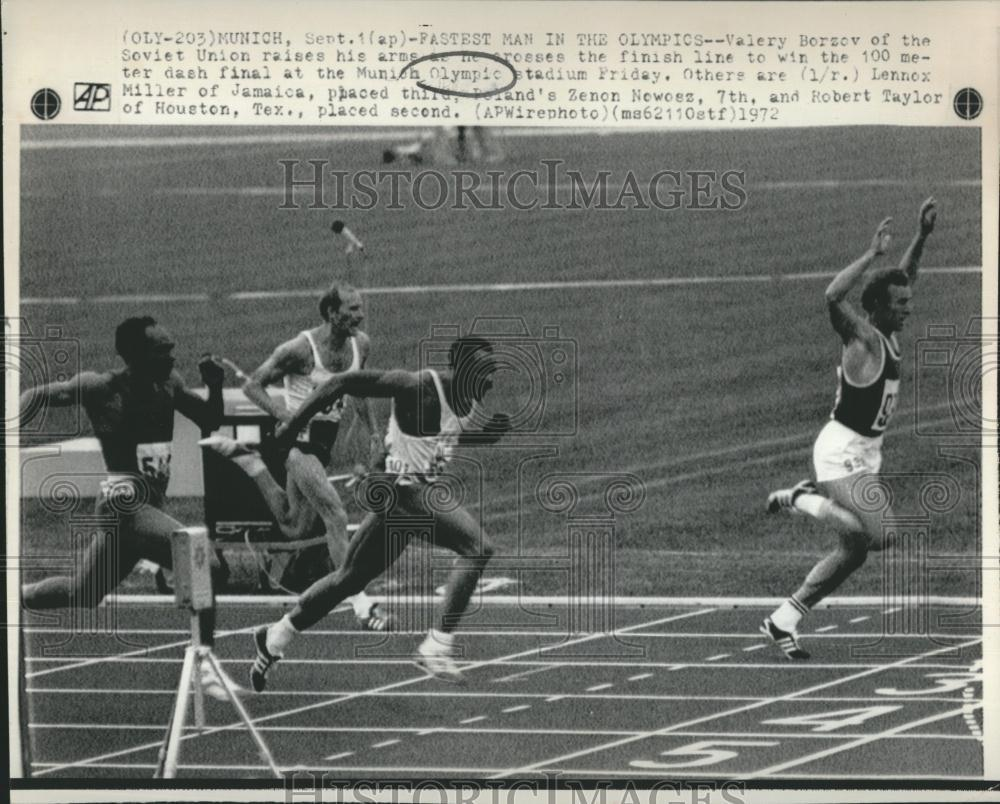
Le 100 m : Borzov devance Robert Taylor et Lennox Miller.
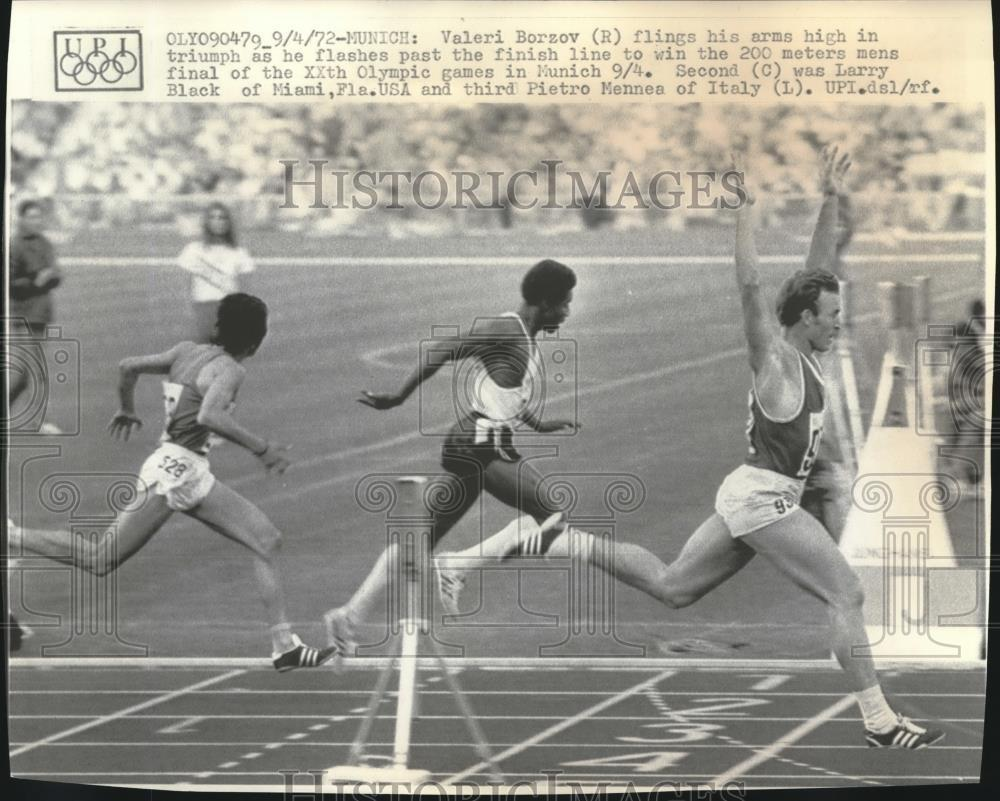
Le 200 m : Borzov devance Larry Black et Pietro Mennea.

## Palmarès

### Jeux olympiques d'été
- Jeux olympiques d'été de 1972 à Munich :
  -  Médaille d'or sur 100 m
  -  Médaille d'or sur 200 m
  -  Médaille d'argent en relais 4 × 100 m
- Jeux olympiques d'été de 1976 à Montréal :
  -  Médaille de bronze sur 100 m
  -  Médaille de bronze en relais 4 × 100 m

### Championnats d'Europe
- Championnats d'Europe de 1969 à Athènes :
  -  Médaille d'or sur 100 m
  -  Médaille d'argent sur 4 × 100 m
- Championnats d'Europe de 1971 à Helsinki :
  -  Médaille d'or sur 100 m
  -  Médaille d'or sur 200 m
- Championnats d'Europe de 1974 à Rome :
  -  Médaille d'or sur 100 m

### Championnats d'Europe en salle
- Médaille d'or sur 50 m en 1972
- Médaille d'or sur 60 m en 1970, 1971, 1974, 1975, 1976 et 1977
- Médaille d'argent sur 50 m en 1969